# Bahnstrecke Gołdap–Nesterow
| Bahnhofsgebäude in Tschistyje Prudy (Tollmingkehmen/Tollmingen) |                             |                                                             |                                                             |
| Kursbuchstrecke: | DR: 119c (1934) 119b (1940) |                                                             |                                                             |
| Streckenlänge: | 50,7 km                     |                                                             |                                                             |
| Spurweite: | 1435 mm (Normalspur)        |                                                             |                                                             |
| |                             |                                                             |                                                             |
| \| \| \| von Insterburg \| \| \| \| \| von Angerburg \| \| \| \| 0,0 \| Gołdap (Goldap) \| Gołdap (Goldap) \| \| \| \| Gołdapa (Goldap) \| \| \| \| \| \| \| \| \| \| nach Ełk und \| \| \| \| \| \| \| \| \| \| nach Tollmingkehmen/Tollmingen über Szittkehmen/Wehrkirchen \| \| \| \| \| Gołdapa (Goldap) \| \| \| \| \| \| \| \| \| \| von Lyck und \| \| \| \| \| \| \| \| \| \| von Tollmingkehmen/Tollmingen über Szittkehmen/Wehrkirchen \| \| \| \| 3,5 \| (Groß Kummetschen/Hermeshof (Ostpr.)) \| (Kumecie) \| \| \| \| Staatsgrenze Polen/Russland \| \| \| \| 7,8 \| (Trakischken/Hohenrode (Ostpr.)) \| (Schelesnodoroschnoje) \| \| \| 12,9 \| Krasnolessje (Groß Rominten/Hardteck (Rominter Heide)) \| Krasnolessje (Groß Rominten/Hardteck (Rominter Heide)) \| \| \| \| Krasnaja (Rominte) \| \| \| \| 16,2 \| (Makunischken/Hohenwaldeck) \| (Tokarewka) \| \| \| \| von Gumbinnen \| \| \| \| 21,6 \| Tschistyje Prudy (Tollmingkehmen/Tollmingen) \| Tschistyje Prudy (Tollmingkehmen/Tollmingen) \| \| \| \| nach Goldap über Szittkehmen/Wehrkirchen \| \| \| \| 28,1 \| Iljinskoje-Nowoje (Kassuben) \| Iljinskoje-Nowoje (Kassuben) \| \| \| \| Pissa \| \| \| \| 32,9 \| Panfilowo (Podszohnen/Buschfelde (Ostpr.)) \| Panfilowo (Podszohnen/Buschfelde (Ostpr.)) \| \| \| 36,3 \| Newskoje (Pillupönen/Schloßbach (Kr. Ebenrode)) \| Newskoje (Pillupönen/Schloßbach (Kr. Ebenrode)) \| \| \| 40,5 \| (Rudszen/Talfriede) \| (Rudszen/Talfriede) \| \| \| 44,6 \| Puschkino-Nowoje (Göritten) \| Puschkino-Nowoje (Göritten) \| \| \| \| von Kirbatai \| \| \| \| 50,7 \| Nesterow (Stallupönen/Ebenrode) \| Nesterow (Stallupönen/Ebenrode) \| \| \| \| nach Kaliningrad \| \| \| \| \| nach Tilsit \| \| |                             |                                                             |                                                             |
| Strecke (außer Betrieb) |                             | von Insterburg                                              | von Insterburg                                              |
| Abzweig geradeaus und von rechts (Strecke außer Betrieb) |                             | von Angerburg                                               | von Angerburg                                               |
| Bahnhof (Strecke außer Betrieb) | 0,0                         | Gołdap (Goldap)                                             | Gołdap (Goldap)                                             |
| Brücke über Wasserlauf (Strecke außer Betrieb) |                             | Gołdapa (Goldap)                                            | Gołdapa (Goldap)                                            |
| |                             |                                                             |                                                             |
| Abzweig geradeaus und nach rechts (Strecke außer Betrieb) |                             | nach Ełk und                                                | nach Ełk und                                                |
| |                             |                                                             |                                                             |
| Strecke (außer Betrieb) |                             | nach Tollmingkehmen/Tollmingen über Szittkehmen/Wehrkirchen | nach Tollmingkehmen/Tollmingen über Szittkehmen/Wehrkirchen |
| Brücke über Wasserlauf (Strecke außer Betrieb) |                             | Gołdapa (Goldap)                                            | Gołdapa (Goldap)                                            |
| |                             |                                                             |                                                             |
| Abzweig geradeaus und von rechts (Strecke außer Betrieb) |                             | von Lyck und                                                | von Lyck und                                                |
| |                             |                                                             |                                                             |
| Strecke (außer Betrieb) |                             | von Tollmingkehmen/Tollmingen über Szittkehmen/Wehrkirchen  | von Tollmingkehmen/Tollmingen über Szittkehmen/Wehrkirchen  |
| Haltepunkt / Haltestelle (Strecke außer Betrieb) | 3,5                         | (Groß Kummetschen/Hermeshof (Ostpr.))                       | (Kumecie)                                                   |
| Grenze (Strecke außer Betrieb) |                             | Staatsgrenze Polen/Russland                                 | Staatsgrenze Polen/Russland                                 |
| Bahnhof (Strecke außer Betrieb) | 7,8                         | (Trakischken/Hohenrode (Ostpr.))                            | (Schelesnodoroschnoje)                                      |
| ehemaliger Bahnhof | 12,9                        | Krasnolessje (Groß Rominten/Hardteck (Rominter Heide))      | Krasnolessje (Groß Rominten/Hardteck (Rominter Heide))      |
| Brücke über Wasserlauf |                             | Krasnaja (Rominte)                                          | Krasnaja (Rominte)                                          |
| ehemaliger Bahnhof | 16,2                        | (Makunischken/Hohenwaldeck)                                 | (Tokarewka)                                                 |
| Abzweig geradeaus und ehemals von links |                             | von Gumbinnen                                               | von Gumbinnen                                               |
| ehemaliger Bahnhof | 21,6                        | Tschistyje Prudy (Tollmingkehmen/Tollmingen)                | Tschistyje Prudy (Tollmingkehmen/Tollmingen)                |
| Abzweig geradeaus und ehemals nach rechts |                             | nach Goldap über Szittkehmen/Wehrkirchen                    | nach Goldap über Szittkehmen/Wehrkirchen                    |
| ehemaliger Bahnhof | 28,1                        | Iljinskoje-Nowoje (Kassuben)                                | Iljinskoje-Nowoje (Kassuben)                                |
| Brücke über Wasserlauf |                             | Pissa                                                       | Pissa                                                       |
| ehemaliger Haltepunkt / Haltestelle | 32,9                        | Panfilowo (Podszohnen/Buschfelde (Ostpr.))                  | Panfilowo (Podszohnen/Buschfelde (Ostpr.))                  |
| ehemaliger Bahnhof | 36,3                        | Newskoje (Pillupönen/Schloßbach (Kr. Ebenrode))             | Newskoje (Pillupönen/Schloßbach (Kr. Ebenrode))             |
| ehemaliger Haltepunkt / Haltestelle | 40,5                        | (Rudszen/Talfriede)                                         | (Rudszen/Talfriede)                                         |
| ehemaliger Bahnhof | 44,6                        | Puschkino-Nowoje (Göritten)                                 | Puschkino-Nowoje (Göritten)                                 |
| Abzweig geradeaus und von rechts |                             | von Kirbatai                                                | von Kirbatai                                                |
| Bahnhof | 50,7                        | Nesterow (Stallupönen/Ebenrode)                             | Nesterow (Stallupönen/Ebenrode)                             |
| Abzweig ehemals geradeaus und nach links |                             | nach Kaliningrad                                            | nach Kaliningrad                                            |
| Strecke (außer Betrieb) |                             | nach Tilsit                                                 | nach Tilsit                                                 |

Die Bahnstrecke Goldap–Stallupönen (Gołdap–Nesterow) wurde 1901 gebaut. Sie verlängerte die bereits 1897 eröffnete Bahnstrecke Angerburg–Goldap (polnisch Węgorzewo–Gołdap) nach Norden und stellte einen Bahnanschluss in die Rominter Heide (russisch Puszcza Romincka: Krasny Les, polnisch Puszcza Romincka) her.

## Geschichte
1907 erfolgte eine Anbindung der Rominter Heide nach Gumbinnen (russisch: Gussew), die in Tollmingkehmen (1938 bis 1946: Tollmingen, russisch Tschistyje Prudy) auf die
Bahnstrecke Goldap–Stallupönen/Ebenrode traf und ein Jahr später bis nach Szittkehmen (1938 bis 1946: Wehrkirchen, polnisch Żytkiejmy) verlängert wurde.
In Stallupönen bestand Anschluss an die Preußische Ostbahn im Streckenabschnitt von Königsberg (Kaliningrad) nach Eydtkuhnen (1938 bis 1946: Eydtkau, russisch: Tschernyschewskoje) sowie an die Bahnstrecke nach Tilsit (russisch Sowetsk).
Die Bahnstrecke Goldap–Stallupönen unterstand bis 1945 der Reichsbahndirektion in Königsberg (Preußen). 1940 verkehrten auf der Strecke täglich drei Zugpaare, an Sonn- und Feiertagen ein Zugpaar. Die Bahnlinie verband die beiden Kreise Goldap und Stallupönen/Ebenrode und durchzog sie in Nord-Süd-Richtung.
In Folge des Zweiten Weltkrieges wurde der Betrieb auf dem nun durch die polnisch-russische Staatsgrenze durchquerten Streckenabschnitt Gołdap–Krasnolessje eingestellt und die Bahnanlagen größtenteils abgebaut. Auf dem Streckenabschnitt von Krasnolessje nach Nesterow lief der Verkehr anfangs noch, wurde dann aber nur noch einige Zeit vom Güterverkehr genutzt.
Ab April 2023 wird auf einer Streckenlänge von 20,4 km zwischen den Stationen Nesterow (Stallupönen) und Krasnolessje (Gr. Rominten) sowie auf der Station Krasnolessje eine Grundinstandsetzung durchgeführt. Dies wird es erlauben, die Fahrgeschwindigkeit von Güterzügen auf 80 km/h anzuheben.
Die Verbindung Kaliningrad (Königsberg i. Pr.) – Krasnolessje (Gr. Rominten) ist eine der wichtigsten für den Transport fester Baustoffe und Schüttgut innerhalb des Kaliningrader Gebietes. Im Jahre 2022 wurden 112.300 Tonnen Sand befördert.

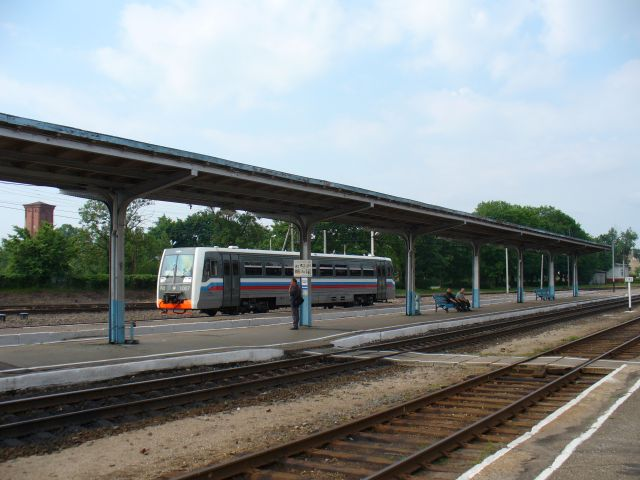
Der Bahnhof in Nesterow (Stallupönen/Ebenrode) 2006